# Miganovce
Miganovce en serbe latin et Miganoc en albanais (en serbe cyrillique : Мигановце) est une localité du Kosovo située dans la commune/municipalité de Kamenicë/Kosovska Kamenica, district de Gjilan/Gnjilane (Kosovo) ou district de Kosovo-Pomoravlje (Serbie). Selon le recensement kosovar de 2011, elle compte 34 habitants, tous serbes.
Selon le découpage administratif du Kosovo, le village est rattaché à la commune/municipalité de Novobërdë/Novo Brdo, dans le district de Pristina.

## Démographie

### Évolution historique de la population dans la localité
| 1948 | 1953 | 1961 | 1971 | 1981 | 1991 | 2011 |
| ---- | ---- | ---- | ---- | ---- | ---- | ---- |
| 277  | 295  | 368  | 415  | 284  | 136  | 34   |

|  |